# Distretto di Naxi
Il distretto di Naxi (纳溪区S, Nàxī QūP) è un distretto della Cina, situato nella provincia di Sichuan e amministrato dalla prefettura di Luzhou.